# Schloss Obersteinbach

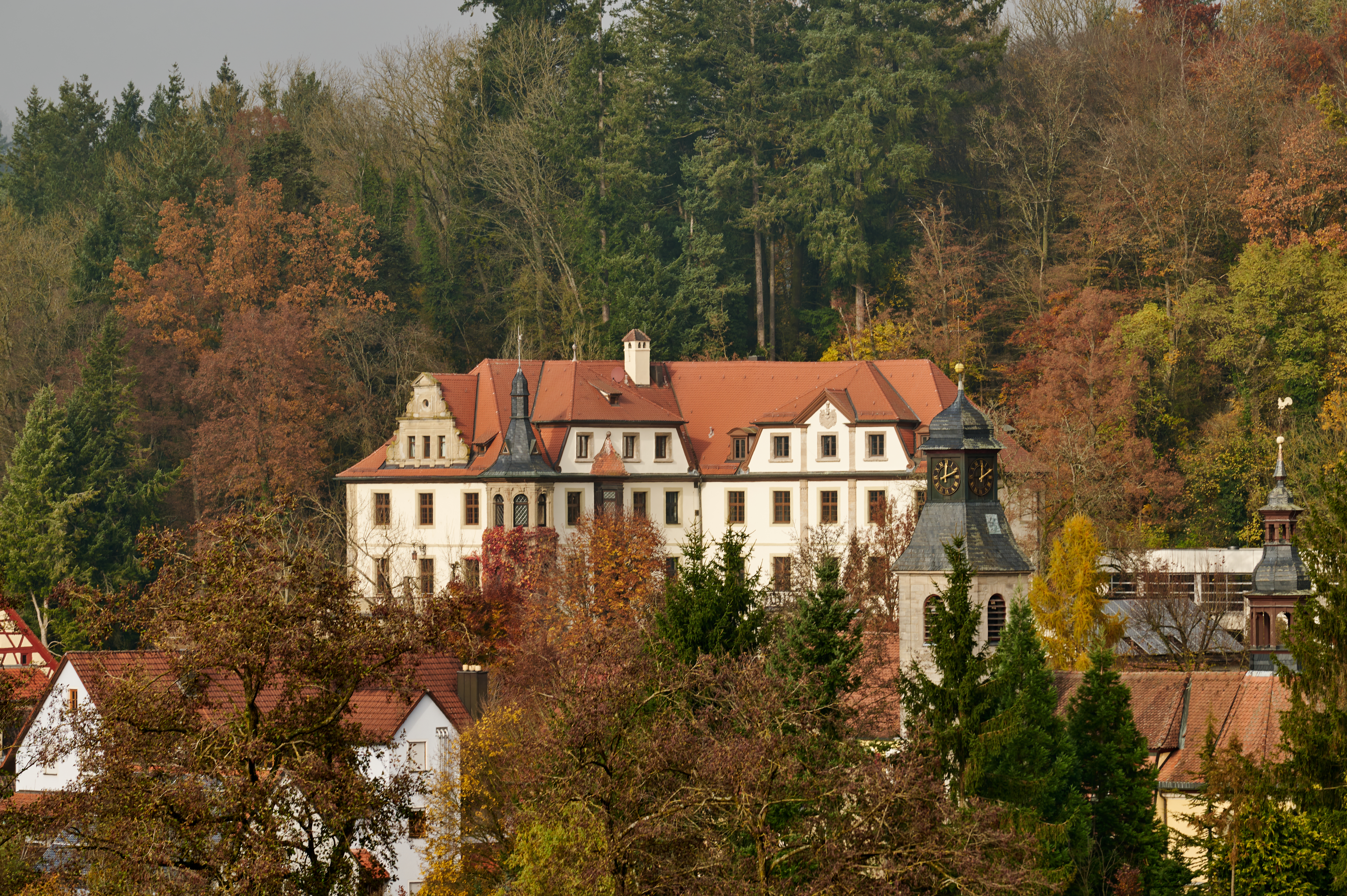
Blick auf Schloss Obersteinbach

Schloss Obersteinbach ist ein Schloss in Obersteinbach, einem Gemeindeteil des Marktes Markt Taschendorf im Landkreis Neustadt an der Aisch-Bad Windsheim (Mittelfranken, Bayern). Seit 1965 wird das Schloss als Schullandheim genutzt.

## Geschichte
Der Ort wurde im Würzburgischen Lehenbuch, das im Zeitraum von 1303 bis 1313 entstanden als „Wytigensteinach“ erstmals erwähnt. 1520 wurde der Ort „Obern Staynbach“ genannt. Namensgebend ist der Fluss Steinach, das ursprüngliche Bestimmungswort ist der Personenname Witigo.
1504 wird das Schloss urkundlich erwähnt unnd 1525 im Bauernkrieg durch ansbachische Bauern zerstört. 1555 erfolgte der Wiederaufbau durch Reichsfreiherr Georg Wilhelm von Lentersheim. 1739 verkaufte Graf Christoph Gustav von Lentersheim seine verschuldeten Güter an Paul Martin Eichler von Auriz, der das Schloss 1764/5 im Spiel verlor, so dass die Freiherrn von Künßberg Besitzer wurden. 1791–1794 kam es zum Abbruch des alten Schlosses und Errichtung eines Neubaus für die Künßberg, die bis 1862 Besitzer des Schlosses blieben.
1808 verlor Obersteinbach durch einen Separatvertrag vom 21. November die Reichsunmittelbarkeit und wurde dem Königreich Bayern einverleibt. 1866 erwarb der Fabrikbesitzer Johannes Zeltner aus Nürnberg das Schloss. 1883 erfolgte durch seine Tochter ein weiterer Umbau des Schlosses. 1902 von der Familie von Schwerin erworben, wurde das Schloss 1911 im Stil der Neorenaissance erneut umgebaut. Albert Constantin von Schwerin (* 1870, † 1956 und beerdigt in Obersteinbach), der mit einer Tochter aus dem Bankhaus Mendelssohn-Bartholdy verheiratet war, war bis zur Enteignung („Arisierung“) zugunsten des Bankdirektors Adolf von Grafenstein im Jahr 1937 Besitzer des Schlosses und Gutshofs.
Seit dem Verkauf 1965 an das Schullandheimwerk Mittelfranken e.V. wird das Schloss als Schullandheim genutzt. Die Familie von Grafenstein blieb im Besitz des Gutshofs.

## Beschreibung
Das Baudenkmal wird in der Bayerischen Denkmalliste folgendermaßen beschrieben:
Ehemaliges Schloss, seit 1965 Schullandheim: Dreigeschossiger Bau über Hakengrundriss mit Walmdach und Zwerchhäusern, Pilastern, bandförmigen Gurtgesimsen und Hausteinrahmungen, Südflügel mit polygonalem Eckturm und Holzerker, Ostflügel mit Altan, über Kern des 16. Jahrhunderts, Neubau 1791–94, Umbau 1883, Umbau im Stile der Neorenaissance 1911 